# Anacamptis coriophora
Anacamptis coriophora là một loài lan.

## Phân bố
Nó được tìm thấy ở Tây Ban Nha, Ý, Pháp và Hy Lạp, Thổ Nhĩ Kỳ, Síp, Libya, Tunisia, Algérie, Maroc, Bồ Đào Nha, trong các rừng thông và cây bụi trống trải ở độ cao hơn 2500 m và môi trường đất có tính axit nhẹ.

## Tên đồng nghĩa
- Orchis coriophora L. (1753) (Basionym)
- Anacamptis coriophora ssp. carpetana (Willk.) Bernardos (2002)
- Anacamptis coriophora ssp. fragrans (Pollini) R.M.Bateman, Pridgeon & M.W.Chase (1997)
- Anacamptis coriophora ssp. martrinii (Timb.-Lagr.) Jacquet & Scappat. (2003)
- Anacamptis coriophora ssp. nervulosa (Sakalo) Mosyakin & Timch. (2006)
- Anacamptis coriophora var. carpetana (Willk.) Kreutz (2007)
- Anacamptis coriophora var. martrinii (Timb.-Lagr.) Kreutz (2007)
- Anacamptis fragrans (Pollini) R.M.Bateman (2003)
- Anteriorchis coriophora (L.) E.Klein & Strack (1989)
- Anteriorchis coriophora ssp. fragrans (Pollini) Jacquet (1997)
- Anteriorchis coriophora ssp. martrinii (Timb.-Lagr.) Jacquet (1997)
- Anteriorchis fragrans (Pollini) Szlach. (2001)
- Herorchis coriophora (L.) D.Tyteca & E.Klein (2008)
- Herorchis coriophora ssp. fragrans (Pollini) D.Tyteca & E.Klein (2008)
- Herorchis coriophora ssp. martrinii (Timb.-Lagr.) D.Tyteca & E.Klein (2008)
- Orchis × carpetana (Willk.) Pau (1921)
- Orchis cassidea M.Bieb. (1819)
- Orchis cimicina Crantz (1769)
- Orchis coreosmus St.-Lag. (1880)
- Orchis coriophora L. (1753)
- Orchis coriophora f. borosiana Soó (1927)
- Orchis coriophora f. latifolia Tinant (1836)
- Orchis coriophora f. nana W.Zimm. (1910)
- Orchis coriophora ssp. carpetana (Willk.) K.Richt. (1890)
- Orchis coriophora ssp. cimicina (Arcang.) E.G.Camus (1908)
- Orchis coriophora ssp. fragrans (Pollini) K.Richt. (1890)
- Orchis coriophora ssp. martrinii (Timb.-Lagr.) Nyman (1882)
- Orchis coriophora ssp. nervulosa (Sakalo) Soó (1969)
- Orchis coriophora var. carpetana Willk. (1870)
- Orchis coriophora var. cassidea (M.Bieb.) Nyman (1882)
- Orchis coriophora var. cibiniensis Schur (1866)
- Orchis coriophora var. cimicina Arcang. (1894)
- Orchis coriophora var. czeremossica Zapal. (1906)
- Orchis coriophora var. elongata Maire (1940)
- Orchis coriophora var. fragrans (Pollini) Boiss. (1842)
- Orchis coriophora var. lusciniarum Maire (1939)
- Orchis coriophora var. major E.G.Camus (1900)
- Orchis coriophora var. odorata Ten. ex Rchb.f. (1851)
- Orchis coriophora var. polliniana (Spreng.) Pollini (1824)
- Orchis coriophora var. sennenii A.Camus (1939)
- Orchis coriophora var. subsancta Balayer (1986)
- Orchis coriophora var. symphypetala Brot. (1827)
- Orchis fragrans Pollini (1811)
- Orchis fragrans var. elongata (Maire) Raynaud (1985)
- Orchis fragrans var. polliniana (Spreng.) Pollard (1824)
- Orchis martrinii Timb.-Lagr. (1856)
- Orchis nervulosa Sakalo (1941)
- Orchis polliniana Spreng. (1815)
- × Orchidactyla carpetana (Pau) Borsos & Soó (1966)

## Hình ảnh

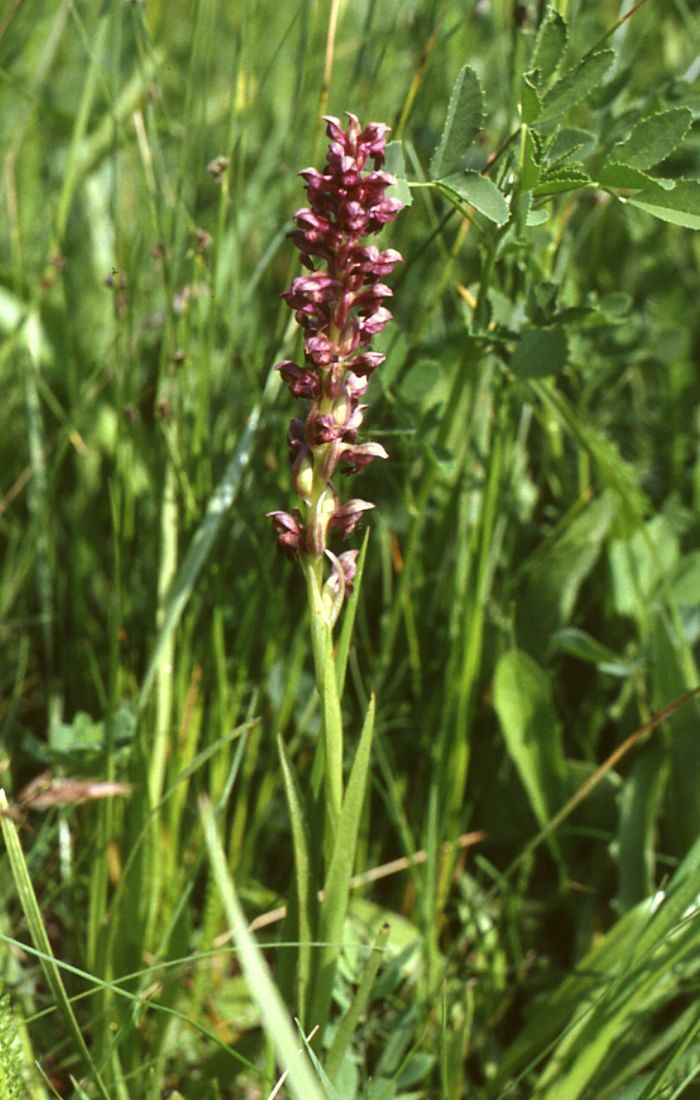
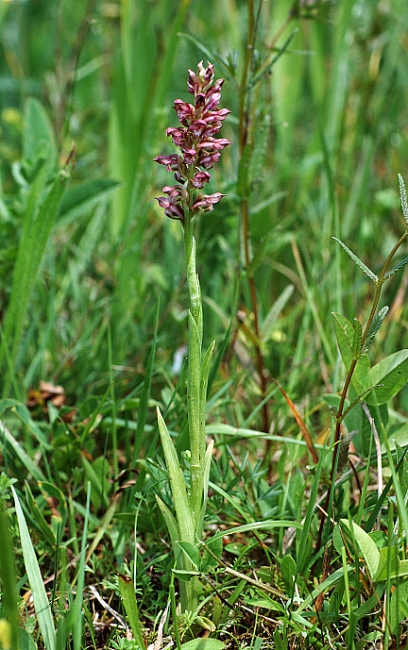
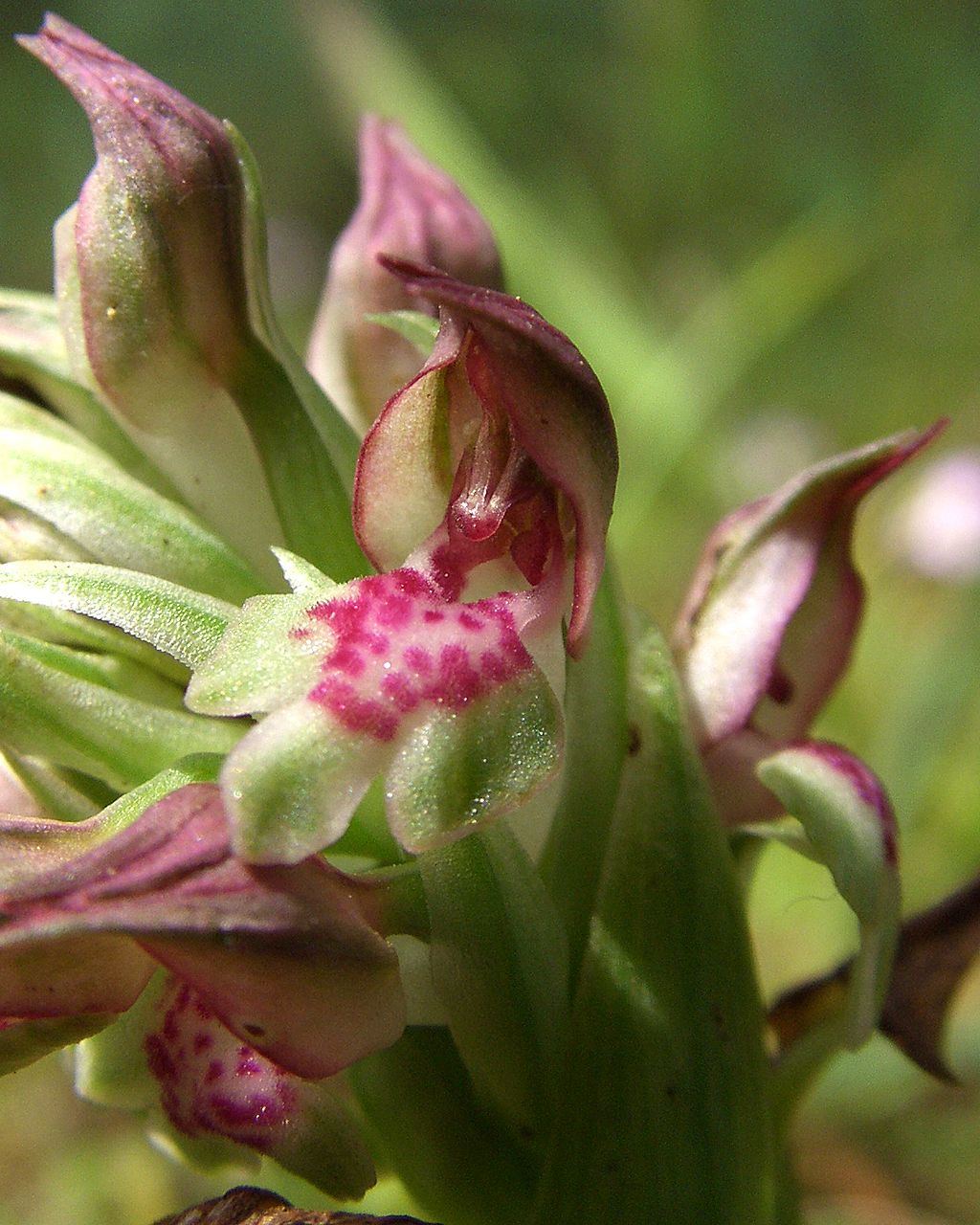
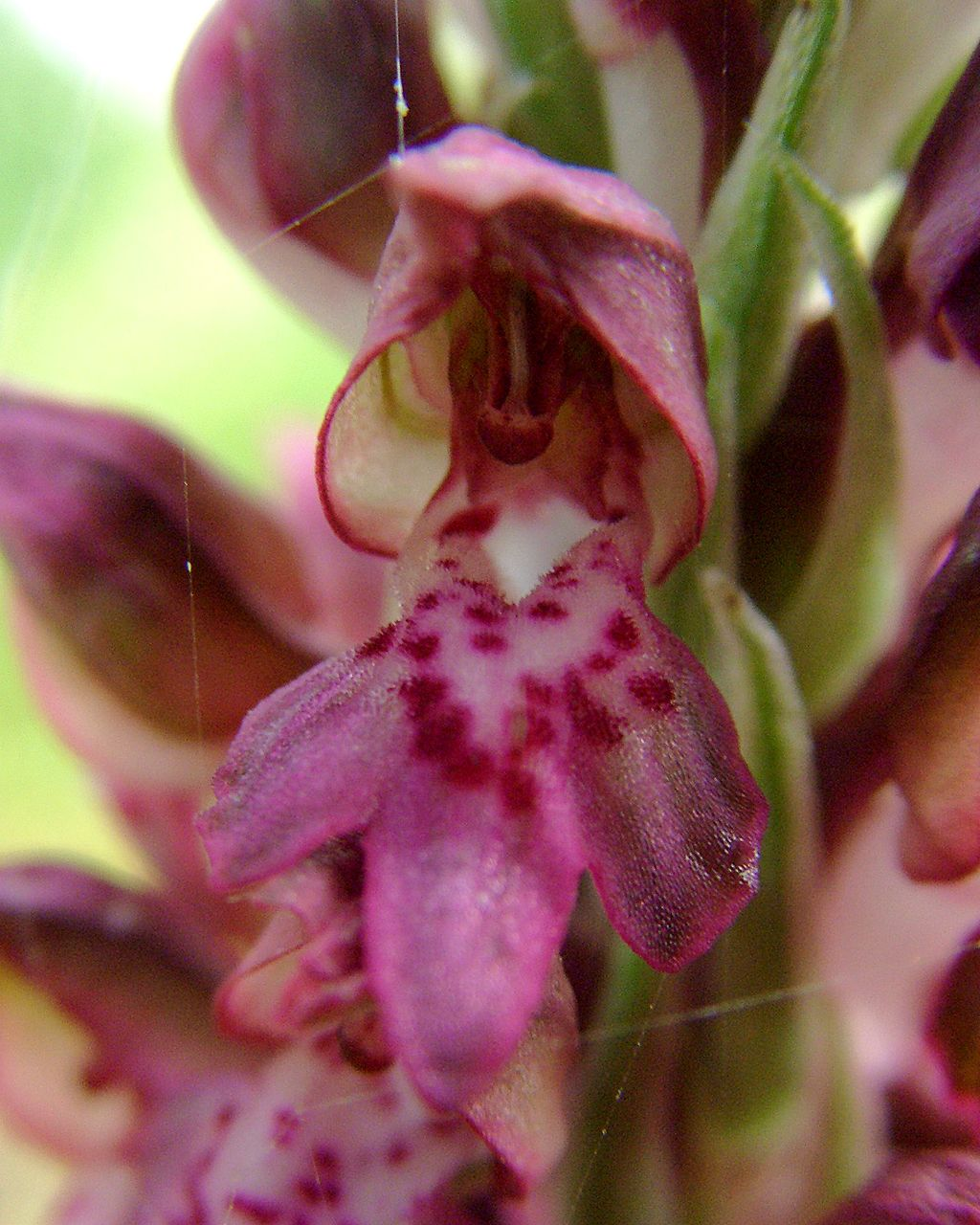